# Tour de France Femmes 2023
Tour de France Femmes 2023, oficjalnie Tour de France Femmes avec Zwift 2023 – 2. edycja wyścigu kolarskiego Tour de France Femmes, która odbyła się w dniach od 23 do 30 lipca 2023 na trasie o długości ponad 960 kilometrów, składającej się z 8 etapów i biegnącej z Clermont-Ferrand do Pau. Impreza kategorii 2.WWT była częścią cyklu UCI Women’s World Tour 2023.

## Etapy
| Etap | Data   | Start – Meta                           | type                       | Dystans (km) | Suma wzniesień (m) | Zwyciężczyni etapu  | Liderka        |
| ---- | ------ | -------------------------------------- | -------------------------- | ------------ | ------------------ | ------------------- | -------------- |
| 1    | 23 lip | Clermont-Ferrand – Clermont-Ferrand    | płaski                     | 123,8        | 1051 m             | Lotte Kopecky       | Lotte Kopecky  |
| 2    | 24 lip | Clermont-Ferrand – Mauriac             | pagórkowaty                | 151,7        | 2449 m             | Liane Lippert       | Lotte Kopecky  |
| 3    | 25 lip | Collonges-la-Rouge – Montignac-Lascaux | płaski                     | 147,2        | 1846 m             | Lorena Wiebes       | Lotte Kopecky  |
| 4    | 26 lip | Cahors – Rodez                         | pagórkowaty                | 177,1        | 2477 m             | Yara Kastelijn      | Lotte Kopecky  |
| 5    | 27 lip | Onet-le-Château – Albi                 | płaski                     | 126,1        | 1732 m             | Ricarda Bauernfeind | Lotte Kopecky  |
| 6    | 28 lip | Albi – Blagnac                         | płaski                     | 122,1        | 1192 m             | Emma Norsgaard      | Lotte Kopecky  |
| 7    | 29 lip | Lannemezan – Col du Tourmalet          | górski                     | 89,8         | 2611 m             | Demi Vollering      | Demi Vollering |
| 8    | 30 lip | Pau – Pau                              | jazda indywidualna na czas | 22,6         | 197 m              | Marlen Reusser      | Demi Vollering |

## Uczestnicy

### Drużyny
| translation for headoftableIII_translate index 58 not found (15)- Canyon-SRAM Racing - EF Education-TIBCO-SVB - FDJ-Suez - Fenix-Deceuninck - Human Powered Health - Israel-Premier Tech Roland - Liv Racing TeqFind - Movistar Team - Team DSM-Firmenich - Team Jayco AlUla - Team Jumbo-Visma - SD Worx - Lidl-Trek - UAE Team ADQ - Uno-X Pro Cycling Team UCI Women's Continental Teams (7)- AG Insurance - Soudal Quick-Step Team - Arkéa Women - Ceratizit-WNT Pro Cycling - Cofidis - Lifeplus Wahoo - St Michel-Mavic-Auber93 - Coop-Hitec Products |
| |

### Lista startowa
| Movistar Team MOV | Movistar Team MOV                  | Movistar Team MOV |
| ----------------- | ---------------------------------- | ----------------- |
| Nr                | Kolarka                            | Miejsce           |
| 1                 | Annemiek van Vleuten (NED) (szosa) | 4.                |
| 2                 | Aude Biannic (FRA)                 | 84.               |
| 3                 | Sheyla Gutiérrez (ESP)             | 89.               |
| 4                 | Emma Norsgaard (DEN) (ITT)         | 70.               |
| 5                 | Liane Lippert (GER) (szosa)        | 20.               |
| 6                 | Floortje Mackaij (NED)             | 65.               |
| 7                 | Paula Patiño (COL)                 | 25.               |

| SD Worx SDW | SD Worx SDW                       | SD Worx SDW |
| ----------- | --------------------------------- | ----------- |
| Nr          | Kolarka                           | Miejsce     |
| 11          | Demi Vollering (NED) (szosa)      | 1.          |
| 12          | Mischa Bredewold (NED)            | 63.         |
| 13          | Elena Cecchini (ITA)              | 95.         |
| 14          | Lotte Kopecky (BEL) (szosa i ITT) | 2.          |
| 15          | Christine Majerus (LUX) (szosa)   | 60.         |
| 16          | Marlen Reusser (SUI) (szosa)      | 28.         |
| 17          | Lorena Wiebes (NED) (szosa)       | DNS-5       |

| Canyon-SRAM Racing CSR | Canyon-SRAM Racing CSR               | Canyon-SRAM Racing CSR |
| ---------------------- | ------------------------------------ | ---------------------- |
| Nr                     | Kolarka                              | Miejsce                |
| 21                     | Katarzyna Niewiadoma (POL)           | 3.                     |
| 22                     | Ricarda Bauernfeind (GER)            | 9.                     |
| 23                     | Elise Chabbey (SUI)                  | 36.                    |
| 24                     | Soraya Paladin (ITA)                 | 42.                    |
| 25                     | Sarah Roy (AUS)                      | 90.                    |
| 26                     | Agnieszka Skalniak-Sójka (POL) (ITT) | 54.                    |
| 27                     | Alice Towers (GBR)                   | 44.                    |

| Team Jumbo-Visma TJV | Team Jumbo-Visma TJV        | Team Jumbo-Visma TJV |
| -------------------- | --------------------------- | -------------------- |
| Nr                   | Kolarka                     | Miejsce              |
| 31                   | Marianne Vos (NED)          | DNF-7                |
| 32                   | Anna Henderson (GBR)        | 68.                  |
| 33                   | Amber Kraak (NED)           | 17.                  |
| 34                   | Coryn Labecki (USA)         | 103.                 |
| 35                   | Riejanne Markus (NED) (ITT) | 11.                  |
| 36                   | Karlijn Swinkels (NED)      | 76.                  |
| 37                   | Eva van Agt (NED)           | DNF-2                |

| UAE Team ADQ UAD | UAE Team ADQ UAD             | UAE Team ADQ UAD |
| ---------------- | ---------------------------- | ---------------- |
| Nr               | Kolarka                      | Miejsce          |
| 41               | Silvia Persico (ITA)         | 14.              |
| 42               | Alena Amialusik              | 43.              |
| 43               | Olivia Baril (CAN)           | 29.              |
| 44               | Chiara Consonni (ITA)        | DNS-7            |
| 45               | Eleonora Gasparrini (ITA)    | 32.              |
| 46               | Elizabeth Holden (GBR) (ITT) | 59.              |
| 47               | Erica Magnaldi (ITA)         | 13.              |

| Team dsm-firmenich DSM | Team dsm-firmenich DSM        | Team dsm-firmenich DSM |
| ---------------------- | ----------------------------- | ---------------------- |
| Nr                     | Kolarka                       | Miejsce                |
| 51                     | Juliette Labous (FRA)         | 5.                     |
| 52                     | Léa Curinier (FRA)            | 37.                    |
| 53                     | Pfeiffer Georgi (GBR) (szosa) | 61.                    |
| 54                     | Megan Jastrab (USA)           | 111.                   |
| 55                     | Charlotte Kool (NED)          | OTL-7                  |
| 56                     | Esmée Peperkamp (NED)         | 48.                    |
| 57                     | Elise Uijen (NED)             | DNF-4                  |

| Lidl-Trek LTK | Lidl-Trek LTK                            | Lidl-Trek LTK |
| ------------- | ---------------------------------------- | ------------- |
| Nr            | Kolarka                                  | Miejsce       |
| 61            | Elisa Balsamo (ITA)                      | DNS-7         |
| 62            | Lucinda Brand (NED)                      | 52.           |
| 63            | Lizzie Deignan (GBR)                     | 35.           |
| 64            | Lauretta Hanson (AUS)                    | 87.           |
| 65            | Elisa Longo Borghini (ITA) (szosa i ITT) | DNS-7         |
| 66            | Ilaria Sanguineti (ITA)                  | 109.          |
| 67            | Amanda Spratt (AUS)                      | 10.           |

| FDJ-Suez FST | FDJ-Suez FST                | FDJ-Suez FST |
| ------------ | --------------------------- | ------------ |
| Nr           | Kolarka                     | Miejsce      |
| 71           | Cecilie Uttrup Ludwig (DEN) | 7.           |
| 72           | Loes Adegeest (NED)         | DNF-7        |
| 73           | Grace Brown (AUS) (ITT)     | 31.          |
| 74           | Marta Cavalli (ITA)         | 19.          |
| 75           | Vittoria Guazzini (ITA)     | 114.         |
| 76           | Évita Muzic (FRA)           | DNF-5        |
| 77           | Jade Wiel (FRA)             | 67.          |

| EF Education-TIBCO-SVB TIB | EF Education-TIBCO-SVB TIB   | EF Education-TIBCO-SVB TIB |
| -------------------------- | ---------------------------- | -------------------------- |
| Nr                         | Kolarka                      | Miejsce                    |
| 81                         | Veronica Ewers (USA)         | DNS-7                      |
| 82                         | Letizia Borghesi (ITA)       | 62.                        |
| 83                         | Kathrin Hammes (GER)         | 50.                        |
| 84                         | Alison Jackson (CAN) (szosa) | 108.                       |
| 85                         | Sara Poidevin (CAN)          | 80.                        |
| 86                         | Magdeleine Vallieres (CAN)   | 97.                        |
| 87                         | Georgia Williams (NZL) (ITT) | 58.                        |

| Liv Racing TeqFind LIV | Liv Racing TeqFind LIV                  | Liv Racing TeqFind LIV |
| ---------------------- | --------------------------------------- | ---------------------- |
| Nr                     | Kolarka                                 | Miejsce                |
| 91                     | Margarita Victoria García (ESP) (szosa) | DNS-8                  |
| 92                     | Caroline Andersson (SWE)                | 45.                    |
| 93                     | Rachele Barbieri (ITA)                  | DNF-4                  |
| 94                     | Thalita de Jong (NED)                   | 66.                    |
| 95                     | Jeanne Korevaar (NED)                   | 101.                   |
| 96                     | Silke Smulders (NED)                    | 46.                    |
| 97                     | Quinty Ton (NED)                        | 56.                    |

| AG Insurance-Soudal Quick-Step AGS | AG Insurance-Soudal Quick-Step AGS | AG Insurance-Soudal Quick-Step AGS |
| ---------------------------------- | ---------------------------------- | ---------------------------------- |
| Nr                                 | Kolarka                            | Miejsce                            |
| 101                                | Ashleigh Moolman-Pasio (RSA)       | 6.                                 |
| 102                                | Mireia Benito (ESP) (ITT)          | DNF-1                              |
| 103                                | Maaike Boogaard (NED)              | 91.                                |
| 104                                | Julia Borgström (SWE)              | 47.                                |
| 105                                | Justine Ghekiere (BEL)             | 22.                                |
| 106                                | Lotta Henttala (FIN)               | DSQ-6                              |
| 107                                | Romy Kasper (GER)                  | 38.                                |

| Fenix-Deceuninck FED | Fenix-Deceuninck FED          | Fenix-Deceuninck FED |
| -------------------- | ----------------------------- | -------------------- |
| Nr                   | Kolarka                       | Miejsce              |
| 111                  | Julie de Wilde (BEL)          | 82.                  |
| 112                  | Sanne Cant (BEL)              | 85.                  |
| 113                  | Yara Kastelijn (NED)          | 26.                  |
| 114                  | Evy Kuijpers (NED)            | 104.                 |
| 115                  | Christina Schweinberger (AUT) | 39.                  |
| 116                  | Marthe Truyen (BEL)           | 73.                  |
| 117                  | Julie Van de Velde (BEL)      | 57.                  |

| Israel-Premier Tech Roland CGS | Israel-Premier Tech Roland CGS | Israel-Premier Tech Roland CGS |
| ------------------------------ | ------------------------------ | ------------------------------ |
| Nr                             | Kolarka                        | Miejsce                        |
| 121                            | Claire Steels (GBR)            | 18.                            |
| 122                            | Fien Delbaere (BEL)            | DNF-2                          |
| 123                            | Tamara Dronowa                 | 21.                            |
| 124                            | Nathalie Eklund (SWE)          | 102.                           |
| 125                            | Elena Hartmann (SUI)           | 79.                            |
| 126                            | Elizabeth Stannard (AUS)       | 53.                            |
| 127                            | Lara Vieceli (ITA)             | DNS-2                          |

| Uno-X Pro Cycling Team UXT | Uno-X Pro Cycling Team UXT        | Uno-X Pro Cycling Team UXT |
| -------------------------- | --------------------------------- | -------------------------- |
| Nr                         | Kolarka                           | Miejsce                    |
| 131                        | Anouska Koster (NED)              | 40.                        |
| 132                        | Susanne Andersen (NOR) (szosa)    | 93.                        |
| 133                        | Maria Giulia Confalonieri (ITA)   | DNS-7                      |
| 134                        | Marte Berg Edseth (NOR)           | DNF-3                      |
| 135                        | Hannah Ludwig (GER)               | 71.                        |
| 136                        | Wilma Olausson (SWE)              | 106.                       |
| 137                        | Mie Bjørndal Ottestad (NOR) (ITT) | DNS-5                      |

| St Michel-Mavic-Auber 93 AUB | St Michel-Mavic-Auber 93 AUB | St Michel-Mavic-Auber 93 AUB |
| ---------------------------- | ---------------------------- | ---------------------------- |
| Nr                           | Kolarka                      | Miejsce                      |
| 141                          | Coralie Demay (FRA)          | 27.                          |
| 142                          | Sandrine Bideau (FRA)        | 112.                         |
| 143                          | Simone Boilard (CAN)         | 34.                          |
| 144                          | Camille Fahy (FRA)           | 86.                          |
| 145                          | Célia Le Mouel (FRA)         | 88.                          |
| 146                          | Dilyxine Miermont (FRA)      | 64.                          |
| 147                          | Margot Pompanon (FRA)        | 81.                          |

| Human Powered Health HPW | Human Powered Health HPW              | Human Powered Health HPW |
| ------------------------ | ------------------------------------- | ------------------------ |
| Nr                       | Kolarka                               | Miejsce                  |
| 151                      | Audrey Cordon-Ragot (FRA)             | 33.                      |
| 152                      | Alice Barnes (GBR)                    | OTL-7                    |
| 153                      | Henrietta Christie (NZL)              | 105.                     |
| 154                      | Andri Christoforu (CYP) (szosa i ITT) | 119.                     |
| 155                      | Barbara Malcotti (ITA)                | 24.                      |
| 156                      | Marjolein van 't Geloof (NED)         | 123.                     |
| 157                      | Eri Yonamine (JPN) (ITT)              | 78.                      |

| Cofidis COF | Cofidis COF                   | Cofidis COF |
| ----------- | ----------------------------- | ----------- |
| Nr          | Kolarka                       | Miejsce     |
| 161         | Clara Koppenburg (GER)        | 15.         |
| 162         | Martina Alzini (ITA)          | DNF-7       |
| 163         | Morgane Coston (FRA)          | 74.         |
| 164         | Špela Kern (SLO)              | DNS-3       |
| 165         | Rachel Neylan (AUS)           | 49.         |
| 166         | Gabrielle Pilote Fortin (CAN) | DNF-5       |
| 167         | Josie Talbot (AUS)            | 122.        |

| Team Jayco AlUla BEX | Team Jayco AlUla BEX  | Team Jayco AlUla BEX |
| -------------------- | --------------------- | -------------------- |
| Nr                   | Kolarka               | Miejsce              |
| 171                  | Ane Santesteban (ESP) | 8.                   |
| 172                  | Jessica Allen (AUS)   | 118.                 |
| 173                  | Teniel Campbell (TTO) | 99.                  |
| 174                  | Georgie Howe (AUS)    | 96.                  |
| 175                  | Nina Kessler (NED)    | 94.                  |
| 176                  | Alexandra Manly (AUS) | 75.                  |
| 177                  | Amber Pate (AUS)      | 72.                  |

| Lifeplus Wahoo DRP | Lifeplus Wahoo DRP         | Lifeplus Wahoo DRP |
| ------------------ | -------------------------- | ------------------ |
| Nr                 | Kolarka                    | Miejsce            |
| 181                | Margaux Vigie (FRA)        | 110.               |
| 182                | Natalie Grinczer (GBR)     | 30.                |
| 183                | Typhaine Laurance (FRA)    | 120.               |
| 184                | Kaja Rysz (POL)            | DNF-5              |
| 185                | April Tacey (GBR)          | 116.               |
| 186                | Babette van der Wolf (NED) | DNF-7              |
| 187                | Ella Wyllie (NZL)          | 16.                |

| Ceratizit-WNT Pro Cycling WNT | Ceratizit-WNT Pro Cycling WNT | Ceratizit-WNT Pro Cycling WNT |
| ----------------------------- | ----------------------------- | ----------------------------- |
| Nr                            | Kolarka                       | Miejsce                       |
| 191                           | Cédrine Kerbaol (FRA) (ITT)   | 12.                           |
| 192                           | Sandra Alonso (ESP)           | 92.                           |
| 193                           | Alice Maria Arzuffi (ITA)     | 41.                           |
| 194                           | Nina Berton (LUX)             | 83.                           |
| 195                           | Arianna Fidanza (ITA)         | 98.                           |
| 196                           | Marta Lach (POL)              | 51.                           |
| 197                           | Kathrin Schweinberger (AUT)   | 100.                          |

| Arkéa Pro Cycling Team ARK | Arkéa Pro Cycling Team ARK    | Arkéa Pro Cycling Team ARK |
| -------------------------- | ----------------------------- | -------------------------- |
| Nr                         | Kolarka                       | Miejsce                    |
| 201                        | Danielle de Francesco (AUS)   | 77.                        |
| 202                        | Clara Emond (CAN)             | 23.                        |
| 203                        | Maaike Coljé (NED)            | 55.                        |
| 204                        | Amandine Fouquenet (FRA)      | DNF-2                      |
| 205                        | Anastasija Kolesowa           | 115.                       |
| 206                        | Marie-Morgane Le Deunff (FRA) | OTL-6                      |
| 207                        | Anaïs Morichon (FRA)          | DNF-4                      |

| Coop-Hitec Products HPU | Coop-Hitec Products HPU       | Coop-Hitec Products HPU |
| ----------------------- | ----------------------------- | ----------------------- |
| Nr                      | Kolarka                       | Miejsce                 |
| 211                     | Jenny Rissveds (SWE) (ITT)    | DNS-5                   |
| 212                     | Stine Dale (NOR)              | 107.                    |
| 213                     | India Grangier (FRA)          | 117.                    |
| 214                     | Sigrid Ytterhus Haugset (NOR) | 69.                     |
| 215                     | Tiril Jørgensen (NOR)         | 113.                    |
| 216                     | Lucie Jounier (FRA)           | DNF-3                   |
| 217                     | Josie Nelson (GBR)            | 121.                    |

| Movistar Team MOV | Movistar Team MOV                  | Movistar Team MOV |
| ----------------- | ---------------------------------- | ----------------- |
| Nr                | Kolarka                            | Miejsce           |
| 1                 | Annemiek van Vleuten (NED) (szosa) | 4.                |
| 2                 | Aude Biannic (FRA)                 | 84.               |
| 3                 | Sheyla Gutiérrez (ESP)             | 89.               |
| 4                 | Emma Norsgaard (DEN) (ITT)         | 70.               |
| 5                 | Liane Lippert (GER) (szosa)        | 20.               |
| 6                 | Floortje Mackaij (NED)             | 65.               |
| 7                 | Paula Patiño (COL)                 | 25.               |

| SD Worx SDW | SD Worx SDW                       | SD Worx SDW |
| ----------- | --------------------------------- | ----------- |
| Nr          | Kolarka                           | Miejsce     |
| 11          | Demi Vollering (NED) (szosa)      | 1.          |
| 12          | Mischa Bredewold (NED)            | 63.         |
| 13          | Elena Cecchini (ITA)              | 95.         |
| 14          | Lotte Kopecky (BEL) (szosa i ITT) | 2.          |
| 15          | Christine Majerus (LUX) (szosa)   | 60.         |
| 16          | Marlen Reusser (SUI) (szosa)      | 28.         |
| 17          | Lorena Wiebes (NED) (szosa)       | DNS-5       |

| Canyon-SRAM Racing CSR | Canyon-SRAM Racing CSR               | Canyon-SRAM Racing CSR |
| ---------------------- | ------------------------------------ | ---------------------- |
| Nr                     | Kolarka                              | Miejsce                |
| 21                     | Katarzyna Niewiadoma (POL)           | 3.                     |
| 22                     | Ricarda Bauernfeind (GER)            | 9.                     |
| 23                     | Elise Chabbey (SUI)                  | 36.                    |
| 24                     | Soraya Paladin (ITA)                 | 42.                    |
| 25                     | Sarah Roy (AUS)                      | 90.                    |
| 26                     | Agnieszka Skalniak-Sójka (POL) (ITT) | 54.                    |
| 27                     | Alice Towers (GBR)                   | 44.                    |

| Team Jumbo-Visma TJV | Team Jumbo-Visma TJV        | Team Jumbo-Visma TJV |
| -------------------- | --------------------------- | -------------------- |
| Nr                   | Kolarka                     | Miejsce              |
| 31                   | Marianne Vos (NED)          | DNF-7                |
| 32                   | Anna Henderson (GBR)        | 68.                  |
| 33                   | Amber Kraak (NED)           | 17.                  |
| 34                   | Coryn Labecki (USA)         | 103.                 |
| 35                   | Riejanne Markus (NED) (ITT) | 11.                  |
| 36                   | Karlijn Swinkels (NED)      | 76.                  |
| 37                   | Eva van Agt (NED)           | DNF-2                |

| UAE Team ADQ UAD | UAE Team ADQ UAD             | UAE Team ADQ UAD |
| ---------------- | ---------------------------- | ---------------- |
| Nr               | Kolarka                      | Miejsce          |
| 41               | Silvia Persico (ITA)         | 14.              |
| 42               | Alena Amialusik              | 43.              |
| 43               | Olivia Baril (CAN)           | 29.              |
| 44               | Chiara Consonni (ITA)        | DNS-7            |
| 45               | Eleonora Gasparrini (ITA)    | 32.              |
| 46               | Elizabeth Holden (GBR) (ITT) | 59.              |
| 47               | Erica Magnaldi (ITA)         | 13.              |

| Team dsm-firmenich DSM | Team dsm-firmenich DSM        | Team dsm-firmenich DSM |
| ---------------------- | ----------------------------- | ---------------------- |
| Nr                     | Kolarka                       | Miejsce                |
| 51                     | Juliette Labous (FRA)         | 5.                     |
| 52                     | Léa Curinier (FRA)            | 37.                    |
| 53                     | Pfeiffer Georgi (GBR) (szosa) | 61.                    |
| 54                     | Megan Jastrab (USA)           | 111.                   |
| 55                     | Charlotte Kool (NED)          | OTL-7                  |
| 56                     | Esmée Peperkamp (NED)         | 48.                    |
| 57                     | Elise Uijen (NED)             | DNF-4                  |

| Lidl-Trek LTK | Lidl-Trek LTK                            | Lidl-Trek LTK |
| ------------- | ---------------------------------------- | ------------- |
| Nr            | Kolarka                                  | Miejsce       |
| 61            | Elisa Balsamo (ITA)                      | DNS-7         |
| 62            | Lucinda Brand (NED)                      | 52.           |
| 63            | Lizzie Deignan (GBR)                     | 35.           |
| 64            | Lauretta Hanson (AUS)                    | 87.           |
| 65            | Elisa Longo Borghini (ITA) (szosa i ITT) | DNS-7         |
| 66            | Ilaria Sanguineti (ITA)                  | 109.          |
| 67            | Amanda Spratt (AUS)                      | 10.           |

| FDJ-Suez FST | FDJ-Suez FST                | FDJ-Suez FST |
| ------------ | --------------------------- | ------------ |
| Nr           | Kolarka                     | Miejsce      |
| 71           | Cecilie Uttrup Ludwig (DEN) | 7.           |
| 72           | Loes Adegeest (NED)         | DNF-7        |
| 73           | Grace Brown (AUS) (ITT)     | 31.          |
| 74           | Marta Cavalli (ITA)         | 19.          |
| 75           | Vittoria Guazzini (ITA)     | 114.         |
| 76           | Évita Muzic (FRA)           | DNF-5        |
| 77           | Jade Wiel (FRA)             | 67.          |

| EF Education-TIBCO-SVB TIB | EF Education-TIBCO-SVB TIB   | EF Education-TIBCO-SVB TIB |
| -------------------------- | ---------------------------- | -------------------------- |
| Nr                         | Kolarka                      | Miejsce                    |
| 81                         | Veronica Ewers (USA)         | DNS-7                      |
| 82                         | Letizia Borghesi (ITA)       | 62.                        |
| 83                         | Kathrin Hammes (GER)         | 50.                        |
| 84                         | Alison Jackson (CAN) (szosa) | 108.                       |
| 85                         | Sara Poidevin (CAN)          | 80.                        |
| 86                         | Magdeleine Vallieres (CAN)   | 97.                        |
| 87                         | Georgia Williams (NZL) (ITT) | 58.                        |

| Liv Racing TeqFind LIV | Liv Racing TeqFind LIV                  | Liv Racing TeqFind LIV |
| ---------------------- | --------------------------------------- | ---------------------- |
| Nr                     | Kolarka                                 | Miejsce                |
| 91                     | Margarita Victoria García (ESP) (szosa) | DNS-8                  |
| 92                     | Caroline Andersson (SWE)                | 45.                    |
| 93                     | Rachele Barbieri (ITA)                  | DNF-4                  |
| 94                     | Thalita de Jong (NED)                   | 66.                    |
| 95                     | Jeanne Korevaar (NED)                   | 101.                   |
| 96                     | Silke Smulders (NED)                    | 46.                    |
| 97                     | Quinty Ton (NED)                        | 56.                    |

| AG Insurance-Soudal Quick-Step AGS | AG Insurance-Soudal Quick-Step AGS | AG Insurance-Soudal Quick-Step AGS |
| ---------------------------------- | ---------------------------------- | ---------------------------------- |
| Nr                                 | Kolarka                            | Miejsce                            |
| 101                                | Ashleigh Moolman-Pasio (RSA)       | 6.                                 |
| 102                                | Mireia Benito (ESP) (ITT)          | DNF-1                              |
| 103                                | Maaike Boogaard (NED)              | 91.                                |
| 104                                | Julia Borgström (SWE)              | 47.                                |
| 105                                | Justine Ghekiere (BEL)             | 22.                                |
| 106                                | Lotta Henttala (FIN)               | DSQ-6                              |
| 107                                | Romy Kasper (GER)                  | 38.                                |

| Fenix-Deceuninck FED | Fenix-Deceuninck FED          | Fenix-Deceuninck FED |
| -------------------- | ----------------------------- | -------------------- |
| Nr                   | Kolarka                       | Miejsce              |
| 111                  | Julie de Wilde (BEL)          | 82.                  |
| 112                  | Sanne Cant (BEL)              | 85.                  |
| 113                  | Yara Kastelijn (NED)          | 26.                  |
| 114                  | Evy Kuijpers (NED)            | 104.                 |
| 115                  | Christina Schweinberger (AUT) | 39.                  |
| 116                  | Marthe Truyen (BEL)           | 73.                  |
| 117                  | Julie Van de Velde (BEL)      | 57.                  |

| Israel-Premier Tech Roland CGS | Israel-Premier Tech Roland CGS | Israel-Premier Tech Roland CGS |
| ------------------------------ | ------------------------------ | ------------------------------ |
| Nr                             | Kolarka                        | Miejsce                        |
| 121                            | Claire Steels (GBR)            | 18.                            |
| 122                            | Fien Delbaere (BEL)            | DNF-2                          |
| 123                            | Tamara Dronowa                 | 21.                            |
| 124                            | Nathalie Eklund (SWE)          | 102.                           |
| 125                            | Elena Hartmann (SUI)           | 79.                            |
| 126                            | Elizabeth Stannard (AUS)       | 53.                            |
| 127                            | Lara Vieceli (ITA)             | DNS-2                          |

| Uno-X Pro Cycling Team UXT | Uno-X Pro Cycling Team UXT        | Uno-X Pro Cycling Team UXT |
| -------------------------- | --------------------------------- | -------------------------- |
| Nr                         | Kolarka                           | Miejsce                    |
| 131                        | Anouska Koster (NED)              | 40.                        |
| 132                        | Susanne Andersen (NOR) (szosa)    | 93.                        |
| 133                        | Maria Giulia Confalonieri (ITA)   | DNS-7                      |
| 134                        | Marte Berg Edseth (NOR)           | DNF-3                      |
| 135                        | Hannah Ludwig (GER)               | 71.                        |
| 136                        | Wilma Olausson (SWE)              | 106.                       |
| 137                        | Mie Bjørndal Ottestad (NOR) (ITT) | DNS-5                      |

| St Michel-Mavic-Auber 93 AUB | St Michel-Mavic-Auber 93 AUB | St Michel-Mavic-Auber 93 AUB |
| ---------------------------- | ---------------------------- | ---------------------------- |
| Nr                           | Kolarka                      | Miejsce                      |
| 141                          | Coralie Demay (FRA)          | 27.                          |
| 142                          | Sandrine Bideau (FRA)        | 112.                         |
| 143                          | Simone Boilard (CAN)         | 34.                          |
| 144                          | Camille Fahy (FRA)           | 86.                          |
| 145                          | Célia Le Mouel (FRA)         | 88.                          |
| 146                          | Dilyxine Miermont (FRA)      | 64.                          |
| 147                          | Margot Pompanon (FRA)        | 81.                          |

| Human Powered Health HPW | Human Powered Health HPW              | Human Powered Health HPW |
| ------------------------ | ------------------------------------- | ------------------------ |
| Nr                       | Kolarka                               | Miejsce                  |
| 151                      | Audrey Cordon-Ragot (FRA)             | 33.                      |
| 152                      | Alice Barnes (GBR)                    | OTL-7                    |
| 153                      | Henrietta Christie (NZL)              | 105.                     |
| 154                      | Andri Christoforu (CYP) (szosa i ITT) | 119.                     |
| 155                      | Barbara Malcotti (ITA)                | 24.                      |
| 156                      | Marjolein van 't Geloof (NED)         | 123.                     |
| 157                      | Eri Yonamine (JPN) (ITT)              | 78.                      |

| Cofidis COF | Cofidis COF                   | Cofidis COF |
| ----------- | ----------------------------- | ----------- |
| Nr          | Kolarka                       | Miejsce     |
| 161         | Clara Koppenburg (GER)        | 15.         |
| 162         | Martina Alzini (ITA)          | DNF-7       |
| 163         | Morgane Coston (FRA)          | 74.         |
| 164         | Špela Kern (SLO)              | DNS-3       |
| 165         | Rachel Neylan (AUS)           | 49.         |
| 166         | Gabrielle Pilote Fortin (CAN) | DNF-5       |
| 167         | Josie Talbot (AUS)            | 122.        |

| Team Jayco AlUla BEX | Team Jayco AlUla BEX  | Team Jayco AlUla BEX |
| -------------------- | --------------------- | -------------------- |
| Nr                   | Kolarka               | Miejsce              |
| 171                  | Ane Santesteban (ESP) | 8.                   |
| 172                  | Jessica Allen (AUS)   | 118.                 |
| 173                  | Teniel Campbell (TTO) | 99.                  |
| 174                  | Georgie Howe (AUS)    | 96.                  |
| 175                  | Nina Kessler (NED)    | 94.                  |
| 176                  | Alexandra Manly (AUS) | 75.                  |
| 177                  | Amber Pate (AUS)      | 72.                  |

| Lifeplus Wahoo DRP | Lifeplus Wahoo DRP         | Lifeplus Wahoo DRP |
| ------------------ | -------------------------- | ------------------ |
| Nr                 | Kolarka                    | Miejsce            |
| 181                | Margaux Vigie (FRA)        | 110.               |
| 182                | Natalie Grinczer (GBR)     | 30.                |
| 183                | Typhaine Laurance (FRA)    | 120.               |
| 184                | Kaja Rysz (POL)            | DNF-5              |
| 185                | April Tacey (GBR)          | 116.               |
| 186                | Babette van der Wolf (NED) | DNF-7              |
| 187                | Ella Wyllie (NZL)          | 16.                |

| Ceratizit-WNT Pro Cycling WNT | Ceratizit-WNT Pro Cycling WNT | Ceratizit-WNT Pro Cycling WNT |
| ----------------------------- | ----------------------------- | ----------------------------- |
| Nr                            | Kolarka                       | Miejsce                       |
| 191                           | Cédrine Kerbaol (FRA) (ITT)   | 12.                           |
| 192                           | Sandra Alonso (ESP)           | 92.                           |
| 193                           | Alice Maria Arzuffi (ITA)     | 41.                           |
| 194                           | Nina Berton (LUX)             | 83.                           |
| 195                           | Arianna Fidanza (ITA)         | 98.                           |
| 196                           | Marta Lach (POL)              | 51.                           |
| 197                           | Kathrin Schweinberger (AUT)   | 100.                          |

| Arkéa Pro Cycling Team ARK | Arkéa Pro Cycling Team ARK    | Arkéa Pro Cycling Team ARK |
| -------------------------- | ----------------------------- | -------------------------- |
| Nr                         | Kolarka                       | Miejsce                    |
| 201                        | Danielle de Francesco (AUS)   | 77.                        |
| 202                        | Clara Emond (CAN)             | 23.                        |
| 203                        | Maaike Coljé (NED)            | 55.                        |
| 204                        | Amandine Fouquenet (FRA)      | DNF-2                      |
| 205                        | Anastasija Kolesowa           | 115.                       |
| 206                        | Marie-Morgane Le Deunff (FRA) | OTL-6                      |
| 207                        | Anaïs Morichon (FRA)          | DNF-4                      |

| Coop-Hitec Products HPU | Coop-Hitec Products HPU       | Coop-Hitec Products HPU |
| ----------------------- | ----------------------------- | ----------------------- |
| Nr                      | Kolarka                       | Miejsce                 |
| 211                     | Jenny Rissveds (SWE) (ITT)    | DNS-5                   |
| 212                     | Stine Dale (NOR)              | 107.                    |
| 213                     | India Grangier (FRA)          | 117.                    |
| 214                     | Sigrid Ytterhus Haugset (NOR) | 69.                     |
| 215                     | Tiril Jørgensen (NOR)         | 113.                    |
| 216                     | Lucie Jounier (FRA)           | DNF-3                   |
| 217                     | Josie Nelson (GBR)            | 121.                    |

Legenda: DNF – nie ukończył etapu, OTL – przekroczył limit czasu, DNS – nie wystartował do etapu, DSQ – zdyskwalifikowany. Numer przy skrócie oznacza etap, na którym kolarz opuścił wyścig.

## Wyniki etapów

### Etap 1
| Clermont-Ferrand - Clermont-Ferrand | płaski | (123,8 km) |

| \| Klasyfikacja etapu \| Klasyfikacja etapu \| Klasyfikacja etapu \| Klasyfikacja etapu \| Klasyfikacja etapu \| \| Kolarz \| Kolarz \| Państwo \| Drużyna \| Czas \| \| ------------------ \| ------------------------- \| ------------------ \| ------------------------------ \| ------------------ \| \| 1. \| Lotte Kopecky \| Belgia \| SD Worx \| 3h 04' 09" \| \| 2. \| Lorena Wiebes \| Holandia \| SD Worx \| + 41" \| \| 3. \| Charlotte Kool \| Holandia \| Team dsm-firmenich \| + 41" \| \| 4. \| Marianne Vos \| Holandia \| Team Jumbo-Visma \| + 41" \| \| 5. \| Ashleigh Moolman-Pasio \| Południowa Afryka \| AG Insurance-Soudal Quick-Step \| + 43" \| \| 6. \| Demi Vollering \| Holandia \| SD Worx \| + 43" \| \| 7. \| Tamara Dronowa \| brak \| Israel-Premier Tech Roland \| + 43" \| \| 8. \| Cecilie Uttrup Ludwig \| Dania \| FDJ-Suez \| + 43" \| \| 9. \| Margarita Victoria García \| Hiszpania \| Liv Racing TeqFind \| + 43" \| \| 10. \| Elisa Longo Borghini \| Włochy \| Lidl-Trek \| + 43" \| |                           |                   |                                |            |
| |                           |                   |                                |            |
| Źródło: ProCyclingStats |                           |                   |                                |            |
| Klasyfikacja etapu |                           |                   |                                |            |
| Kolarz | Kolarz                    | Państwo           | Drużyna                        | Czas       |
| 1. | Lotte Kopecky             | Belgia            | SD Worx                        | 3h 04' 09" |
| 2. | Lorena Wiebes             | Holandia          | SD Worx                        | + 41"      |
| 3. | Charlotte Kool            | Holandia          | Team dsm-firmenich             | + 41"      |
| 4. | Marianne Vos              | Holandia          | Team Jumbo-Visma               | + 41"      |
| 5. | Ashleigh Moolman-Pasio    | Południowa Afryka | AG Insurance-Soudal Quick-Step | + 43"      |
| 6. | Demi Vollering            | Holandia          | SD Worx                        | + 43"      |
| 7. | Tamara Dronowa            | brak              | Israel-Premier Tech Roland     | + 43"      |
| 8. | Cecilie Uttrup Ludwig     | Dania             | FDJ-Suez                       | + 43"      |
| 9. | Margarita Victoria García | Hiszpania         | Liv Racing TeqFind             | + 43"      |
| 10. | Elisa Longo Borghini      | Włochy            | Lidl-Trek                      | + 43"      |

| \| Klasyfikacja generalna \| Klasyfikacja generalna \| Klasyfikacja generalna \| Klasyfikacja generalna \| Klasyfikacja generalna \| \| Kolarz \| Kolarz \| Państwo \| Drużyna \| Czas \| \| ---------------------- \| ------------------------- \| ---------------------- \| ------------------------------ \| ---------------------- \| \| 1. \| Lotte Kopecky \| Belgia \| SD Worx \| 3h 03' 59" \| \| 2. \| Lorena Wiebes \| Holandia \| SD Worx \| + 45" \| \| 3. \| Charlotte Kool \| Holandia \| Team dsm-firmenich \| + 47" \| \| 4. \| Marianne Vos \| Holandia \| Team Jumbo-Visma \| + 51" \| \| 5. \| Ashleigh Moolman-Pasio \| Południowa Afryka \| AG Insurance-Soudal Quick-Step \| + 53" \| \| 6. \| Demi Vollering \| Holandia \| SD Worx \| + 53" \| \| 7. \| Tamara Dronowa \| brak \| Israel-Premier Tech Roland \| + 53" \| \| 8. \| Cecilie Uttrup Ludwig \| Dania \| FDJ-Suez \| + 53" \| \| 9. \| Margarita Victoria García \| Hiszpania \| Liv Racing TeqFind \| + 53" \| \| 10. \| Elisa Longo Borghini \| Włochy \| Lidl-Trek \| + 53" \| |                           |                   |                                |            |
| |                           |                   |                                |            |
| Źródło: ProCyclingStats |                           |                   |                                |            |
| Klasyfikacja generalna |                           |                   |                                |            |
| Kolarz | Kolarz                    | Państwo           | Drużyna                        | Czas       |
| 1. | Lotte Kopecky             | Belgia            | SD Worx                        | 3h 03' 59" |
| 2. | Lorena Wiebes             | Holandia          | SD Worx                        | + 45"      |
| 3. | Charlotte Kool            | Holandia          | Team dsm-firmenich             | + 47"      |
| 4. | Marianne Vos              | Holandia          | Team Jumbo-Visma               | + 51"      |
| 5. | Ashleigh Moolman-Pasio    | Południowa Afryka | AG Insurance-Soudal Quick-Step | + 53"      |
| 6. | Demi Vollering            | Holandia          | SD Worx                        | + 53"      |
| 7. | Tamara Dronowa            | brak              | Israel-Premier Tech Roland     | + 53"      |
| 8. | Cecilie Uttrup Ludwig     | Dania             | FDJ-Suez                       | + 53"      |
| 9. | Margarita Victoria García | Hiszpania         | Liv Racing TeqFind             | + 53"      |
| 10. | Elisa Longo Borghini      | Włochy            | Lidl-Trek                      | + 53"      |

### Etap 2
| Clermont-Ferrand - Mauriac | pagórkowaty | (151,7 km) |

| \| Klasyfikacja etapu \| Klasyfikacja etapu \| Klasyfikacja etapu \| Klasyfikacja etapu \| Klasyfikacja etapu \| \| Kolarz \| Kolarz \| Państwo \| Drużyna \| Czas \| \| ------------------ \| ----------------------- \| ------------------ \| ------------------------------ \| ------------------ \| \| 1. \| Liane Lippert \| Niemcy \| Movistar Team \| 4h 13' 43" \| \| 2. \| Lotte Kopecky \| Belgia \| SD Worx \| + 0" \| \| 3. \| Silvia Persico \| Włochy \| UAE Team ADQ \| + 0" \| \| 4. \| Ashleigh Moolman-Pasio \| Południowa Afryka \| AG Insurance-Soudal Quick-Step \| + 0" \| \| 5. \| Christina Schweinberger \| Austria \| Fenix-Deceuninck \| + 0" \| \| 6. \| Cecilie Uttrup Ludwig \| Dania \| FDJ-Suez \| + 0" \| \| 7. \| Demi Vollering \| Holandia \| SD Worx \| + 0" \| \| 8. \| Katarzyna Niewiadoma \| Polska \| Canyon-SRAM Racing \| + 0" \| \| 9. \| Annemiek van Vleuten \| Holandia \| Movistar Team \| + 0" \| \| 10. \| Tamara Dronowa \| brak \| Israel-Premier Tech Roland \| + 0" \| |                         |                   |                                |            |
| |                         |                   |                                |            |
| Źródło: ProCyclingStats |                         |                   |                                |            |
| Klasyfikacja etapu |                         |                   |                                |            |
| Kolarz | Kolarz                  | Państwo           | Drużyna                        | Czas       |
| 1. | Liane Lippert           | Niemcy            | Movistar Team                  | 4h 13' 43" |
| 2. | Lotte Kopecky           | Belgia            | SD Worx                        | + 0"       |
| 3. | Silvia Persico          | Włochy            | UAE Team ADQ                   | + 0"       |
| 4. | Ashleigh Moolman-Pasio  | Południowa Afryka | AG Insurance-Soudal Quick-Step | + 0"       |
| 5. | Christina Schweinberger | Austria           | Fenix-Deceuninck               | + 0"       |
| 6. | Cecilie Uttrup Ludwig   | Dania             | FDJ-Suez                       | + 0"       |
| 7. | Demi Vollering          | Holandia          | SD Worx                        | + 0"       |
| 8. | Katarzyna Niewiadoma    | Polska            | Canyon-SRAM Racing             | + 0"       |
| 9. | Annemiek van Vleuten    | Holandia          | Movistar Team                  | + 0"       |
| 10. | Tamara Dronowa          | brak              | Israel-Premier Tech Roland     | + 0"       |

| \| Klasyfikacja generalna \| Klasyfikacja generalna \| Klasyfikacja generalna \| Klasyfikacja generalna \| Klasyfikacja generalna \| \| Kolarz \| Kolarz \| Państwo \| Drużyna \| Czas \| \| ---------------------- \| ---------------------- \| ---------------------- \| ------------------------------ \| ---------------------- \| \| 1. \| Lotte Kopecky \| Belgia \| SD Worx \| 7h 17' 36" \| \| 2. \| Liane Lippert \| Niemcy \| Movistar Team \| + 49" \| \| 3. \| Ashleigh Moolman-Pasio \| Południowa Afryka \| AG Insurance-Soudal Quick-Step \| + 59" \| \| 4. \| Demi Vollering \| Holandia \| SD Worx \| + 59" \| \| 5. \| Cecilie Uttrup Ludwig \| Dania \| FDJ-Suez \| + 59" \| \| 6. \| Tamara Dronowa \| brak \| Israel-Premier Tech Roland \| + 59" \| \| 7. \| Elisa Longo Borghini \| Włochy \| Lidl-Trek \| + 59" \| \| 8. \| Annemiek van Vleuten \| Holandia \| Movistar Team \| + 59" \| \| 9. \| Katarzyna Niewiadoma \| Polska \| Canyon-SRAM Racing \| + 59" \| \| 10. \| Ane Santesteban \| Hiszpania \| Team Jayco AlUla \| + 1' 03" \| |                        |                   |                                |            |
| |                        |                   |                                |            |
| Źródło: ProCyclingStats |                        |                   |                                |            |
| Klasyfikacja generalna |                        |                   |                                |            |
| Kolarz | Kolarz                 | Państwo           | Drużyna                        | Czas       |
| 1. | Lotte Kopecky          | Belgia            | SD Worx                        | 7h 17' 36" |
| 2. | Liane Lippert          | Niemcy            | Movistar Team                  | + 49"      |
| 3. | Ashleigh Moolman-Pasio | Południowa Afryka | AG Insurance-Soudal Quick-Step | + 59"      |
| 4. | Demi Vollering         | Holandia          | SD Worx                        | + 59"      |
| 5. | Cecilie Uttrup Ludwig  | Dania             | FDJ-Suez                       | + 59"      |
| 6. | Tamara Dronowa         | brak              | Israel-Premier Tech Roland     | + 59"      |
| 7. | Elisa Longo Borghini   | Włochy            | Lidl-Trek                      | + 59"      |
| 8. | Annemiek van Vleuten   | Holandia          | Movistar Team                  | + 59"      |
| 9. | Katarzyna Niewiadoma   | Polska            | Canyon-SRAM Racing             | + 59"      |
| 10. | Ane Santesteban        | Hiszpania         | Team Jayco AlUla               | + 1' 03"   |

### Etap 3
| Collonges-la-Rouge - Montignac-Lascaux | płaski | (147,2 km) |

| \| Klasyfikacja etapu \| Klasyfikacja etapu \| Klasyfikacja etapu \| Klasyfikacja etapu \| Klasyfikacja etapu \| \| Kolarz \| Kolarz \| Państwo \| Drużyna \| Czas \| \| ------------------ \| ------------------ \| ------------------ \| ---------------------- \| ------------------ \| \| 1. \| Lorena Wiebes \| Holandia \| SD Worx \| 3h 49' 47" \| \| 2. \| Marianne Vos \| Holandia \| Team Jumbo-Visma \| + 0" \| \| 3. \| Lotte Kopecky \| Belgia \| SD Worx \| + 0" \| \| 4. \| Chiara Consonni \| Włochy \| UAE Team ADQ \| + 0" \| \| 5. \| Elisa Balsamo \| Włochy \| Lidl-Trek \| + 0" \| \| 6. \| Alexandra Manly \| Australia \| Team Jayco AlUla \| + 0" \| \| 7. \| Charlotte Kool \| Holandia \| Team dsm-firmenich \| + 0" \| \| 8. \| Susanne Andersen \| Norwegia \| Uno-X Pro Cycling Team \| + 0" \| \| 9. \| Soraya Paladin \| Włochy \| Canyon-SRAM Racing \| + 2" \| \| 10. \| Julie de Wilde \| Belgia \| Fenix-Deceuninck \| + 2" \| |                  |           |                        |            |
| |                  |           |                        |            |
| Źródło: ProCyclingStats |                  |           |                        |            |
| Klasyfikacja etapu |                  |           |                        |            |
| Kolarz | Kolarz           | Państwo   | Drużyna                | Czas       |
| 1. | Lorena Wiebes    | Holandia  | SD Worx                | 3h 49' 47" |
| 2. | Marianne Vos     | Holandia  | Team Jumbo-Visma       | + 0"       |
| 3. | Lotte Kopecky    | Belgia    | SD Worx                | + 0"       |
| 4. | Chiara Consonni  | Włochy    | UAE Team ADQ           | + 0"       |
| 5. | Elisa Balsamo    | Włochy    | Lidl-Trek              | + 0"       |
| 6. | Alexandra Manly  | Australia | Team Jayco AlUla       | + 0"       |
| 7. | Charlotte Kool   | Holandia  | Team dsm-firmenich     | + 0"       |
| 8. | Susanne Andersen | Norwegia  | Uno-X Pro Cycling Team | + 0"       |
| 9. | Soraya Paladin   | Włochy    | Canyon-SRAM Racing     | + 2"       |
| 10. | Julie de Wilde   | Belgia    | Fenix-Deceuninck       | + 2"       |

| \| Klasyfikacja generalna \| Klasyfikacja generalna \| Klasyfikacja generalna \| Klasyfikacja generalna \| Klasyfikacja generalna \| \| Kolarz \| Kolarz \| Państwo \| Drużyna \| Czas \| \| ---------------------- \| ---------------------- \| ---------------------- \| ------------------------------ \| ---------------------- \| \| 1. \| Lotte Kopecky \| Belgia \| SD Worx \| 11h 07' 19" \| \| 2. \| Liane Lippert \| Niemcy \| Movistar Team \| + 55" \| \| 3. \| Ashleigh Moolman-Pasio \| Południowa Afryka \| AG Insurance-Soudal Quick-Step \| + 1' 05" \| \| 4. \| Katarzyna Niewiadoma \| Polska \| Canyon-SRAM Racing \| + 1' 05" \| \| 5. \| Elisa Longo Borghini \| Włochy \| Lidl-Trek \| + 1' 05" \| \| 6. \| Annemiek van Vleuten \| Holandia \| Movistar Team \| + 1' 05" \| \| 7. \| Tamara Dronowa \| brak \| Israel-Premier Tech Roland \| + 1' 05" \| \| 8. \| Demi Vollering \| Holandia \| SD Worx \| + 1' 05" \| \| 9. \| Cecilie Uttrup Ludwig \| Dania \| FDJ-Suez \| + 1' 05" \| \| 10. \| Amanda Spratt \| Australia \| Lidl-Trek \| + 1' 09" \| |                        |                   |                                |             |
| |                        |                   |                                |             |
| Źródło: ProCyclingStats |                        |                   |                                |             |
| Klasyfikacja generalna |                        |                   |                                |             |
| Kolarz | Kolarz                 | Państwo           | Drużyna                        | Czas        |
| 1. | Lotte Kopecky          | Belgia            | SD Worx                        | 11h 07' 19" |
| 2. | Liane Lippert          | Niemcy            | Movistar Team                  | + 55"       |
| 3. | Ashleigh Moolman-Pasio | Południowa Afryka | AG Insurance-Soudal Quick-Step | + 1' 05"    |
| 4. | Katarzyna Niewiadoma   | Polska            | Canyon-SRAM Racing             | + 1' 05"    |
| 5. | Elisa Longo Borghini   | Włochy            | Lidl-Trek                      | + 1' 05"    |
| 6. | Annemiek van Vleuten   | Holandia          | Movistar Team                  | + 1' 05"    |
| 7. | Tamara Dronowa         | brak              | Israel-Premier Tech Roland     | + 1' 05"    |
| 8. | Demi Vollering         | Holandia          | SD Worx                        | + 1' 05"    |
| 9. | Cecilie Uttrup Ludwig  | Dania             | FDJ-Suez                       | + 1' 05"    |
| 10. | Amanda Spratt          | Australia         | Lidl-Trek                      | + 1' 09"    |

### Etap 4
| Cahors - Rodez | pagórkowaty | (177,1 km) |

| \| Klasyfikacja etapu \| Klasyfikacja etapu \| Klasyfikacja etapu \| Klasyfikacja etapu \| Klasyfikacja etapu \| \| Kolarz \| Kolarz \| Państwo \| Drużyna \| Czas \| \| ------------------ \| ---------------------- \| ------------------ \| ------------------------------ \| ------------------ \| \| 1. \| Yara Kastelijn \| Holandia \| Fenix-Deceuninck \| 4h 38' 39" \| \| 2. \| Demi Vollering \| Holandia \| SD Worx \| + 1' 11" \| \| 3. \| Anouska Koster \| Holandia \| Uno-X Pro Cycling Team \| + 1' 12" \| \| 4. \| Annemiek van Vleuten \| Holandia \| Movistar Team \| + 1' 13" \| \| 5. \| Elisa Longo Borghini \| Włochy \| Lidl-Trek \| + 1' 13" \| \| 6. \| Katarzyna Niewiadoma \| Polska \| Canyon-SRAM Racing \| + 1' 13" \| \| 7. \| Ashleigh Moolman-Pasio \| Południowa Afryka \| AG Insurance-Soudal Quick-Step \| + 1' 13" \| \| 8. \| Célia Le Mouel \| Francja \| St Michel-Mavic-Auber 93 \| + 1' 13" \| \| 9. \| Kathrin Hammes \| Niemcy \| EF Education-TIBCO-SVB \| + 1' 23" \| \| 10. \| Alice Maria Arzuffi \| Włochy \| Ceratizit-WNT Pro Cycling \| + 1' 23" \| |                        |                   |                                |            |
| |                        |                   |                                |            |
| Źródło: ProCyclingStats |                        |                   |                                |            |
| Klasyfikacja etapu |                        |                   |                                |            |
| Kolarz | Kolarz                 | Państwo           | Drużyna                        | Czas       |
| 1. | Yara Kastelijn         | Holandia          | Fenix-Deceuninck               | 4h 38' 39" |
| 2. | Demi Vollering         | Holandia          | SD Worx                        | + 1' 11"   |
| 3. | Anouska Koster         | Holandia          | Uno-X Pro Cycling Team         | + 1' 12"   |
| 4. | Annemiek van Vleuten   | Holandia          | Movistar Team                  | + 1' 13"   |
| 5. | Elisa Longo Borghini   | Włochy            | Lidl-Trek                      | + 1' 13"   |
| 6. | Katarzyna Niewiadoma   | Polska            | Canyon-SRAM Racing             | + 1' 13"   |
| 7. | Ashleigh Moolman-Pasio | Południowa Afryka | AG Insurance-Soudal Quick-Step | + 1' 13"   |
| 8. | Célia Le Mouel         | Francja           | St Michel-Mavic-Auber 93       | + 1' 13"   |
| 9. | Kathrin Hammes         | Niemcy            | EF Education-TIBCO-SVB         | + 1' 23"   |
| 10. | Alice Maria Arzuffi    | Włochy            | Ceratizit-WNT Pro Cycling      | + 1' 23"   |

| \| Klasyfikacja generalna \| Klasyfikacja generalna \| Klasyfikacja generalna \| Klasyfikacja generalna \| Klasyfikacja generalna \| \| Kolarz \| Kolarz \| Państwo \| Drużyna \| Czas \| \| ---------------------- \| ---------------------- \| ---------------------- \| ------------------------------ \| ---------------------- \| \| 1. \| Lotte Kopecky \| Belgia \| SD Worx \| 15h 47' 25" \| \| 2. \| Demi Vollering \| Holandia \| SD Worx \| + 43" \| \| 3. \| Ashleigh Moolman-Pasio \| Południowa Afryka \| AG Insurance-Soudal Quick-Step \| + 51" \| \| 4. \| Katarzyna Niewiadoma \| Polska \| Canyon-SRAM Racing \| + 51" \| \| 5. \| Elisa Longo Borghini \| Włochy \| Lidl-Trek \| + 51" \| \| 6. \| Annemiek van Vleuten \| Holandia \| Movistar Team \| + 51" \| \| 7. \| Yara Kastelijn \| Holandia \| Fenix-Deceuninck \| + 1' 00" \| \| 8. \| Liane Lippert \| Niemcy \| Movistar Team \| + 1' 39" \| \| 9. \| Juliette Labous \| Francja \| Team dsm-firmenich \| + 1' 48" \| \| 10. \| Cecilie Uttrup Ludwig \| Dania \| FDJ-Suez \| + 1' 49" \| |                        |                   |                                |             |
| |                        |                   |                                |             |
| Źródło: ProCyclingStats |                        |                   |                                |             |
| Klasyfikacja generalna |                        |                   |                                |             |
| Kolarz | Kolarz                 | Państwo           | Drużyna                        | Czas        |
| 1. | Lotte Kopecky          | Belgia            | SD Worx                        | 15h 47' 25" |
| 2. | Demi Vollering         | Holandia          | SD Worx                        | + 43"       |
| 3. | Ashleigh Moolman-Pasio | Południowa Afryka | AG Insurance-Soudal Quick-Step | + 51"       |
| 4. | Katarzyna Niewiadoma   | Polska            | Canyon-SRAM Racing             | + 51"       |
| 5. | Elisa Longo Borghini   | Włochy            | Lidl-Trek                      | + 51"       |
| 6. | Annemiek van Vleuten   | Holandia          | Movistar Team                  | + 51"       |
| 7. | Yara Kastelijn         | Holandia          | Fenix-Deceuninck               | + 1' 00"    |
| 8. | Liane Lippert          | Niemcy            | Movistar Team                  | + 1' 39"    |
| 9. | Juliette Labous        | Francja           | Team dsm-firmenich             | + 1' 48"    |
| 10. | Cecilie Uttrup Ludwig  | Dania             | FDJ-Suez                       | + 1' 49"    |

### Etap 5
| Onet-le-Château - Albi | płaski | (126,1 km) |

| \| Klasyfikacja etapu \| Klasyfikacja etapu \| Klasyfikacja etapu \| Klasyfikacja etapu \| Klasyfikacja etapu \| \| Kolarz \| Kolarz \| Państwo \| Drużyna \| Czas \| \| ------------------ \| ---------------------- \| ------------------ \| ------------------------------ \| ------------------ \| \| 1. \| Ricarda Bauernfeind \| Niemcy \| Canyon-SRAM Racing \| 3h 07' 20" \| \| 2. \| Marlen Reusser \| Szwajcaria \| SD Worx \| + 22" \| \| 3. \| Liane Lippert \| Niemcy \| Movistar Team \| + 22" \| \| 4. \| Lotte Kopecky \| Belgia \| SD Worx \| + 32" \| \| 5. \| Soraya Paladin \| Włochy \| Canyon-SRAM Racing \| + 32" \| \| 6. \| Riejanne Markus \| Holandia \| Team Jumbo-Visma \| + 32" \| \| 7. \| Ane Santesteban \| Hiszpania \| Team Jayco AlUla \| + 32" \| \| 8. \| Ashleigh Moolman-Pasio \| Południowa Afryka \| AG Insurance-Soudal Quick-Step \| + 32" \| \| 9. \| Elisa Longo Borghini \| Włochy \| Lidl-Trek \| + 32" \| \| 10. \| Coralie Demay \| Francja \| St Michel-Mavic-Auber 93 \| + 32" \| |                        |                   |                                |            |
| |                        |                   |                                |            |
| Źródło: ProCyclingStats |                        |                   |                                |            |
| Klasyfikacja etapu |                        |                   |                                |            |
| Kolarz | Kolarz                 | Państwo           | Drużyna                        | Czas       |
| 1. | Ricarda Bauernfeind    | Niemcy            | Canyon-SRAM Racing             | 3h 07' 20" |
| 2. | Marlen Reusser         | Szwajcaria        | SD Worx                        | + 22"      |
| 3. | Liane Lippert          | Niemcy            | Movistar Team                  | + 22"      |
| 4. | Lotte Kopecky          | Belgia            | SD Worx                        | + 32"      |
| 5. | Soraya Paladin         | Włochy            | Canyon-SRAM Racing             | + 32"      |
| 6. | Riejanne Markus        | Holandia          | Team Jumbo-Visma               | + 32"      |
| 7. | Ane Santesteban        | Hiszpania         | Team Jayco AlUla               | + 32"      |
| 8. | Ashleigh Moolman-Pasio | Południowa Afryka | AG Insurance-Soudal Quick-Step | + 32"      |
| 9. | Elisa Longo Borghini   | Włochy            | Lidl-Trek                      | + 32"      |
| 10. | Coralie Demay          | Francja           | St Michel-Mavic-Auber 93       | + 32"      |

| \| Klasyfikacja generalna \| Klasyfikacja generalna \| Klasyfikacja generalna \| Klasyfikacja generalna \| Klasyfikacja generalna \| \| Kolarz \| Kolarz \| Państwo \| Drużyna \| Czas \| \| ---------------------- \| ---------------------- \| ---------------------- \| ------------------------------ \| ---------------------- \| \| 1. \| Lotte Kopecky \| Belgia \| SD Worx \| 18h 55' 17" \| \| 2. \| Ashleigh Moolman-Pasio \| Południowa Afryka \| AG Insurance-Soudal Quick-Step \| + 49" \| \| 3. \| Elisa Longo Borghini \| Włochy \| Lidl-Trek \| + 51" \| \| 4. \| Katarzyna Niewiadoma \| Polska \| Canyon-SRAM Racing \| + 51" \| \| 5. \| Annemiek van Vleuten \| Holandia \| Movistar Team \| + 51" \| \| 6. \| Yara Kastelijn \| Holandia \| Fenix-Deceuninck \| + 1' 00" \| \| 7. \| Demi Vollering \| Holandia \| SD Worx \| + 1' 03" \| \| 8. \| Liane Lippert \| Niemcy \| Movistar Team \| + 1' 25" \| \| 9. \| Ricarda Bauernfeind \| Niemcy \| Canyon-SRAM Racing \| + 1' 38" \| \| 10. \| Juliette Labous \| Francja \| Team dsm-firmenich \| + 1' 48" \| |                        |                   |                                |             |
| |                        |                   |                                |             |
| Źródło: ProCyclingStats |                        |                   |                                |             |
| Klasyfikacja generalna |                        |                   |                                |             |
| Kolarz | Kolarz                 | Państwo           | Drużyna                        | Czas        |
| 1. | Lotte Kopecky          | Belgia            | SD Worx                        | 18h 55' 17" |
| 2. | Ashleigh Moolman-Pasio | Południowa Afryka | AG Insurance-Soudal Quick-Step | + 49"       |
| 3. | Elisa Longo Borghini   | Włochy            | Lidl-Trek                      | + 51"       |
| 4. | Katarzyna Niewiadoma   | Polska            | Canyon-SRAM Racing             | + 51"       |
| 5. | Annemiek van Vleuten   | Holandia          | Movistar Team                  | + 51"       |
| 6. | Yara Kastelijn         | Holandia          | Fenix-Deceuninck               | + 1' 00"    |
| 7. | Demi Vollering         | Holandia          | SD Worx                        | + 1' 03"    |
| 8. | Liane Lippert          | Niemcy            | Movistar Team                  | + 1' 25"    |
| 9. | Ricarda Bauernfeind    | Niemcy            | Canyon-SRAM Racing             | + 1' 38"    |
| 10. | Juliette Labous        | Francja           | Team dsm-firmenich             | + 1' 48"    |

### Etap 6
| Albi - Blagnac | płaski | (122,1 km) |

| \| Klasyfikacja etapu \| Klasyfikacja etapu \| Klasyfikacja etapu \| Klasyfikacja etapu \| Klasyfikacja etapu \| \| Kolarz \| Kolarz \| Państwo \| Drużyna \| Czas \| \| ------------------ \| ------------------------ \| ------------------ \| ------------------------- \| ------------------ \| \| 1. \| Emma Norsgaard \| Dania \| Movistar Team \| 2h 59' 16" \| \| 2. \| Charlotte Kool \| Holandia \| Team dsm-firmenich \| + 1" \| \| 3. \| Lotte Kopecky \| Belgia \| SD Worx \| + 1" \| \| 4. \| Marianne Vos \| Holandia \| Team Jumbo-Visma \| + 1" \| \| 5. \| Soraya Paladin \| Włochy \| Canyon-SRAM Racing \| + 1" \| \| 6. \| Chiara Consonni \| Włochy \| UAE Team ADQ \| + 1" \| \| 7. \| Julie de Wilde \| Belgia \| Fenix-Deceuninck \| + 1" \| \| 8. \| Marta Lach \| Polska \| Ceratizit-WNT Pro Cycling \| + 1" \| \| 9. \| Vittoria Guazzini \| Włochy \| FDJ-Suez \| + 1" \| \| 10. \| Agnieszka Skalniak-Sójka \| Polska \| Canyon-SRAM Racing \| + 1" \| |                          |          |                           |            |
| |                          |          |                           |            |
| Źródło: ProCyclingStats |                          |          |                           |            |
| Klasyfikacja etapu |                          |          |                           |            |
| Kolarz | Kolarz                   | Państwo  | Drużyna                   | Czas       |
| 1. | Emma Norsgaard           | Dania    | Movistar Team             | 2h 59' 16" |
| 2. | Charlotte Kool           | Holandia | Team dsm-firmenich        | + 1"       |
| 3. | Lotte Kopecky            | Belgia   | SD Worx                   | + 1"       |
| 4. | Marianne Vos             | Holandia | Team Jumbo-Visma          | + 1"       |
| 5. | Soraya Paladin           | Włochy   | Canyon-SRAM Racing        | + 1"       |
| 6. | Chiara Consonni          | Włochy   | UAE Team ADQ              | + 1"       |
| 7. | Julie de Wilde           | Belgia   | Fenix-Deceuninck          | + 1"       |
| 8. | Marta Lach               | Polska   | Ceratizit-WNT Pro Cycling | + 1"       |
| 9. | Vittoria Guazzini        | Włochy   | FDJ-Suez                  | + 1"       |
| 10. | Agnieszka Skalniak-Sójka | Polska   | Canyon-SRAM Racing        | + 1"       |

| \| Klasyfikacja generalna \| Klasyfikacja generalna \| Klasyfikacja generalna \| Klasyfikacja generalna \| Klasyfikacja generalna \| \| Kolarz \| Kolarz \| Państwo \| Drużyna \| Czas \| \| ---------------------- \| ---------------------- \| ---------------------- \| ------------------------------ \| ---------------------- \| \| 1. \| Lotte Kopecky \| Belgia \| SD Worx \| 21h 54' 30" \| \| 2. \| Ashleigh Moolman-Pasio \| Południowa Afryka \| AG Insurance-Soudal Quick-Step \| + 53" \| \| 3. \| Annemiek van Vleuten \| Holandia \| Movistar Team \| + 55" \| \| 4. \| Elisa Longo Borghini \| Włochy \| Lidl-Trek \| + 55" \| \| 5. \| Katarzyna Niewiadoma \| Polska \| Canyon-SRAM Racing \| + 55" \| \| 6. \| Yara Kastelijn \| Holandia \| Fenix-Deceuninck \| + 1' 04" \| \| 7. \| Demi Vollering \| Holandia \| SD Worx \| + 1' 07" \| \| 8. \| Liane Lippert \| Niemcy \| Movistar Team \| + 1' 29" \| \| 9. \| Ricarda Bauernfeind \| Niemcy \| Canyon-SRAM Racing \| + 1' 42" \| \| 10. \| Juliette Labous \| Francja \| Team dsm-firmenich \| + 1' 52" \| |                        |                   |                                |             |
| |                        |                   |                                |             |
| Źródło: ProCyclingStats |                        |                   |                                |             |
| Klasyfikacja generalna |                        |                   |                                |             |
| Kolarz | Kolarz                 | Państwo           | Drużyna                        | Czas        |
| 1. | Lotte Kopecky          | Belgia            | SD Worx                        | 21h 54' 30" |
| 2. | Ashleigh Moolman-Pasio | Południowa Afryka | AG Insurance-Soudal Quick-Step | + 53"       |
| 3. | Annemiek van Vleuten   | Holandia          | Movistar Team                  | + 55"       |
| 4. | Elisa Longo Borghini   | Włochy            | Lidl-Trek                      | + 55"       |
| 5. | Katarzyna Niewiadoma   | Polska            | Canyon-SRAM Racing             | + 55"       |
| 6. | Yara Kastelijn         | Holandia          | Fenix-Deceuninck               | + 1' 04"    |
| 7. | Demi Vollering         | Holandia          | SD Worx                        | + 1' 07"    |
| 8. | Liane Lippert          | Niemcy            | Movistar Team                  | + 1' 29"    |
| 9. | Ricarda Bauernfeind    | Niemcy            | Canyon-SRAM Racing             | + 1' 42"    |
| 10. | Juliette Labous        | Francja           | Team dsm-firmenich             | + 1' 52"    |

### Etap 7
| Lannemezan - Col du Tourmalet | górski | (89,8 km) |

| \| Klasyfikacja etapu \| Klasyfikacja etapu \| Klasyfikacja etapu \| Klasyfikacja etapu \| Klasyfikacja etapu \| \| Kolarz \| Kolarz \| Państwo \| Drużyna \| Czas \| \| ------------------ \| ---------------------- \| ------------------ \| ------------------------------ \| ------------------ \| \| 1. \| Demi Vollering \| Holandia \| SD Worx \| 2h 52' 43" \| \| 2. \| Katarzyna Niewiadoma \| Polska \| Canyon-SRAM Racing \| + 1' 58" \| \| 3. \| Annemiek van Vleuten \| Holandia \| Movistar Team \| + 2' 34" \| \| 4. \| Ashleigh Moolman-Pasio \| Południowa Afryka \| AG Insurance-Soudal Quick-Step \| + 2' 43" \| \| 5. \| Juliette Labous \| Francja \| Team dsm-firmenich \| + 2' 46" \| \| 6. \| Lotte Kopecky \| Belgia \| SD Worx \| + 3' 32" \| \| 7. \| Ane Santesteban \| Hiszpania \| Team Jayco AlUla \| + 5' 24" \| \| 8. \| Marta Cavalli \| Włochy \| FDJ-Suez \| + 5' 43" \| \| 9. \| Cecilie Uttrup Ludwig \| Dania \| FDJ-Suez \| + 5' 46" \| \| 10. \| Ricarda Bauernfeind \| Niemcy \| Canyon-SRAM Racing \| + 6' 57" \| |                        |                   |                                |            |
| |                        |                   |                                |            |
| Źródło: ProCyclingStats |                        |                   |                                |            |
| Klasyfikacja etapu |                        |                   |                                |            |
| Kolarz | Kolarz                 | Państwo           | Drużyna                        | Czas       |
| 1. | Demi Vollering         | Holandia          | SD Worx                        | 2h 52' 43" |
| 2. | Katarzyna Niewiadoma   | Polska            | Canyon-SRAM Racing             | + 1' 58"   |
| 3. | Annemiek van Vleuten   | Holandia          | Movistar Team                  | + 2' 34"   |
| 4. | Ashleigh Moolman-Pasio | Południowa Afryka | AG Insurance-Soudal Quick-Step | + 2' 43"   |
| 5. | Juliette Labous        | Francja           | Team dsm-firmenich             | + 2' 46"   |
| 6. | Lotte Kopecky          | Belgia            | SD Worx                        | + 3' 32"   |
| 7. | Ane Santesteban        | Hiszpania         | Team Jayco AlUla               | + 5' 24"   |
| 8. | Marta Cavalli          | Włochy            | FDJ-Suez                       | + 5' 43"   |
| 9. | Cecilie Uttrup Ludwig  | Dania             | FDJ-Suez                       | + 5' 46"   |
| 10. | Ricarda Bauernfeind    | Niemcy            | Canyon-SRAM Racing             | + 6' 57"   |

| \| Klasyfikacja generalna \| Klasyfikacja generalna \| Klasyfikacja generalna \| Klasyfikacja generalna \| Klasyfikacja generalna \| \| Kolarz \| Kolarz \| Państwo \| Drużyna \| Czas \| \| ---------------------- \| ---------------------- \| ---------------------- \| ------------------------------ \| ---------------------- \| \| 1. \| Demi Vollering \| Holandia \| SD Worx \| 24h 48' 10" \| \| 2. \| Katarzyna Niewiadoma \| Polska \| Canyon-SRAM Racing \| + 1' 50" \| \| 3. \| Annemiek van Vleuten \| Holandia \| Movistar Team \| + 2' 28" \| \| 4. \| Lotte Kopecky \| Belgia \| SD Worx \| + 2' 35" \| \| 5. \| Ashleigh Moolman-Pasio \| Południowa Afryka \| AG Insurance-Soudal Quick-Step \| + 2' 39" \| \| 6. \| Juliette Labous \| Francja \| Team dsm-firmenich \| + 3' 41" \| \| 7. \| Ane Santesteban \| Hiszpania \| Team Jayco AlUla \| + 6' 23" \| \| 8. \| Cecilie Uttrup Ludwig \| Dania \| FDJ-Suez \| + 6' 42" \| \| 9. \| Ricarda Bauernfeind \| Niemcy \| Canyon-SRAM Racing \| + 7' 42" \| \| 10. \| Amanda Spratt \| Australia \| Lidl-Trek \| + 8' 18" \| |                        |                   |                                |             |
| |                        |                   |                                |             |
| Źródło: ProCyclingStats |                        |                   |                                |             |
| Klasyfikacja generalna |                        |                   |                                |             |
| Kolarz | Kolarz                 | Państwo           | Drużyna                        | Czas        |
| 1. | Demi Vollering         | Holandia          | SD Worx                        | 24h 48' 10" |
| 2. | Katarzyna Niewiadoma   | Polska            | Canyon-SRAM Racing             | + 1' 50"    |
| 3. | Annemiek van Vleuten   | Holandia          | Movistar Team                  | + 2' 28"    |
| 4. | Lotte Kopecky          | Belgia            | SD Worx                        | + 2' 35"    |
| 5. | Ashleigh Moolman-Pasio | Południowa Afryka | AG Insurance-Soudal Quick-Step | + 2' 39"    |
| 6. | Juliette Labous        | Francja           | Team dsm-firmenich             | + 3' 41"    |
| 7. | Ane Santesteban        | Hiszpania         | Team Jayco AlUla               | + 6' 23"    |
| 8. | Cecilie Uttrup Ludwig  | Dania             | FDJ-Suez                       | + 6' 42"    |
| 9. | Ricarda Bauernfeind    | Niemcy            | Canyon-SRAM Racing             | + 7' 42"    |
| 10. | Amanda Spratt          | Australia         | Lidl-Trek                      | + 8' 18"    |

### Etap 8
| Pau - Pau | jazda indywidualna na czas | (22,6 km) |

| \| Klasyfikacja etapu \| Klasyfikacja etapu \| Klasyfikacja etapu \| Klasyfikacja etapu \| Klasyfikacja etapu \| \| Kolarz \| Kolarz \| Państwo \| Drużyna \| Czas \| \| ------------------ \| -------------------- \| ------------------ \| ------------------ \| ------------------ \| \| 1. \| Marlen Reusser \| Szwajcaria \| SD Worx \| 29' 15" \| \| 2. \| Demi Vollering \| Holandia \| SD Worx \| + 10" \| \| 3. \| Lotte Kopecky \| Belgia \| SD Worx \| + 38" \| \| 4. \| Grace Brown \| Australia \| FDJ-Suez \| + 40" \| \| 5. \| Riejanne Markus \| Holandia \| Team Jumbo-Visma \| + 50" \| \| 6. \| Juliette Labous \| Francja \| Team dsm-firmenich \| + 1' 17" \| \| 7. \| Olivia Baril \| Kanada \| UAE Team ADQ \| + 1' 18" \| \| 8. \| Vittoria Guazzini \| Włochy \| FDJ-Suez \| + 1' 21" \| \| 9. \| Katarzyna Niewiadoma \| Polska \| Canyon-SRAM Racing \| + 1' 23" \| \| 10. \| Lucinda Brand \| Holandia \| Lidl-Trek \| + 1' 30" \| |                      |            |                    |          |
| |                      |            |                    |          |
| Źródło: ProCyclingStats |                      |            |                    |          |
| Klasyfikacja etapu |                      |            |                    |          |
| Kolarz | Kolarz               | Państwo    | Drużyna            | Czas     |
| 1. | Marlen Reusser       | Szwajcaria | SD Worx            | 29' 15"  |
| 2. | Demi Vollering       | Holandia   | SD Worx            | + 10"    |
| 3. | Lotte Kopecky        | Belgia     | SD Worx            | + 38"    |
| 4. | Grace Brown          | Australia  | FDJ-Suez           | + 40"    |
| 5. | Riejanne Markus      | Holandia   | Team Jumbo-Visma   | + 50"    |
| 6. | Juliette Labous      | Francja    | Team dsm-firmenich | + 1' 17" |
| 7. | Olivia Baril         | Kanada     | UAE Team ADQ       | + 1' 18" |
| 8. | Vittoria Guazzini    | Włochy     | FDJ-Suez           | + 1' 21" |
| 9. | Katarzyna Niewiadoma | Polska     | Canyon-SRAM Racing | + 1' 23" |
| 10. | Lucinda Brand        | Holandia   | Lidl-Trek          | + 1' 30" |

## Klasyfikacje

### Klasyfikacja generalna
| \| Klasyfikacja generalna \| Klasyfikacja generalna \| Klasyfikacja generalna \| Klasyfikacja generalna \| Klasyfikacja generalna \| \| Kolarka \| Kolarka \| Państwo \| Drużyna \| Czas \| \| ---------------------- \| ---------------------- \| ---------------------- \| ------------------------------ \| ---------------------- \| \| 1. \| Demi Vollering \| Holandia \| SD Worx \| 25h 17' 35" \| \| 2. \| Lotte Kopecky \| Belgia \| SD Worx \| + 3' 03" \| \| 3. \| Katarzyna Niewiadoma \| Polska \| Canyon-SRAM Racing \| + 3' 03" \| \| 4. \| Annemiek van Vleuten \| Holandia \| Movistar Team \| + 3' 59" \| \| 5. \| Juliette Labous \| Francja \| Team dsm-firmenich \| + 4' 48" \| \| 6. \| Ashleigh Moolman-Pasio \| Południowa Afryka \| AG Insurance-Soudal Quick-Step \| + 5' 21" \| \| 7. \| Cecilie Uttrup Ludwig \| Dania \| FDJ-Suez \| + 9' 09" \| \| 8. \| Ane Santesteban \| Hiszpania \| Team Jayco AlUla \| + 9' 36" \| \| 9. \| Ricarda Bauernfeind \| Niemcy \| Canyon-SRAM Racing \| + 9' 56" \| \| 10. \| Amanda Spratt \| Australia \| Lidl-Trek \| + 10' 14" \| |                        |                   |                                |             |
| |                        |                   |                                |             |
| Źródło: ProCyclingStats |                        |                   |                                |             |
| Klasyfikacja generalna |                        |                   |                                |             |
| Kolarka | Kolarka                | Państwo           | Drużyna                        | Czas        |
| 1. | Demi Vollering         | Holandia          | SD Worx                        | 25h 17' 35" |
| 2. | Lotte Kopecky          | Belgia            | SD Worx                        | + 3' 03"    |
| 3. | Katarzyna Niewiadoma   | Polska            | Canyon-SRAM Racing             | + 3' 03"    |
| 4. | Annemiek van Vleuten   | Holandia          | Movistar Team                  | + 3' 59"    |
| 5. | Juliette Labous        | Francja           | Team dsm-firmenich             | + 4' 48"    |
| 6. | Ashleigh Moolman-Pasio | Południowa Afryka | AG Insurance-Soudal Quick-Step | + 5' 21"    |
| 7. | Cecilie Uttrup Ludwig  | Dania             | FDJ-Suez                       | + 9' 09"    |
| 8. | Ane Santesteban        | Hiszpania         | Team Jayco AlUla               | + 9' 36"    |
| 9. | Ricarda Bauernfeind    | Niemcy            | Canyon-SRAM Racing             | + 9' 56"    |
| 10. | Amanda Spratt          | Australia         | Lidl-Trek                      | + 10' 14"   |

| Klasyfikacja punktowa | Klasyfikacja punktowa  | Klasyfikacja punktowa | Klasyfikacja punktowa          | Klasyfikacja punktowa |
| Kolarka               | Kolarka                | Państwo               | Drużyna                        | Punkty                |
| --------------------- | ---------------------- | --------------------- | ------------------------------ | --------------------- |
| 1.                    | Lotte Kopecky          | Belgia                | SD Worx                        | 243 pkt               |
| 2.                    | Ashleigh Moolman-Pasio | Południowa Afryka     | AG Insurance-Soudal Quick-Step | 153 pkt               |
| 3.                    | Demi Vollering         | Holandia              | SD Worx                        | 97 pkt                |
| 4.                    | Ricarda Bauernfeind    | Niemcy                | Canyon-SRAM Racing             | 81 pkt                |
| 5.                    | Emma Norsgaard         | Dania                 | Movistar Team                  | 67 pkt                |
| 6.                    | Katarzyna Niewiadoma   | Polska                | Canyon-SRAM Racing             | 66 pkt                |
| 7.                    | Liane Lippert          | Niemcy                | Movistar Team                  | 64 pkt                |
| 8.                    | Marlen Reusser         | Szwajcaria            | SD Worx                        | 61 pkt                |
| 9.                    | Yara Kastelijn         | Holandia              | Fenix-Deceuninck               | 60 pkt                |
| 10.                   | Annemiek van Vleuten   | Holandia              | Movistar Team                  | 59 pkt                |

| Klasyfikacja punktowa | Klasyfikacja punktowa  | Klasyfikacja punktowa | Klasyfikacja punktowa          | Klasyfikacja punktowa |
| Kolarka               | Kolarka                | Państwo               | Drużyna                        | Punkty                |
| --------------------- | ---------------------- | --------------------- | ------------------------------ | --------------------- |
| 1.                    | Lotte Kopecky          | Belgia                | SD Worx                        | 243 pkt               |
| 2.                    | Ashleigh Moolman-Pasio | Południowa Afryka     | AG Insurance-Soudal Quick-Step | 153 pkt               |
| 3.                    | Demi Vollering         | Holandia              | SD Worx                        | 97 pkt                |
| 4.                    | Ricarda Bauernfeind    | Niemcy                | Canyon-SRAM Racing             | 81 pkt                |
| 5.                    | Emma Norsgaard         | Dania                 | Movistar Team                  | 67 pkt                |
| 6.                    | Katarzyna Niewiadoma   | Polska                | Canyon-SRAM Racing             | 66 pkt                |
| 7.                    | Liane Lippert          | Niemcy                | Movistar Team                  | 64 pkt                |
| 8.                    | Marlen Reusser         | Szwajcaria            | SD Worx                        | 61 pkt                |
| 9.                    | Yara Kastelijn         | Holandia              | Fenix-Deceuninck               | 60 pkt                |
| 10.                   | Annemiek van Vleuten   | Holandia              | Movistar Team                  | 59 pkt                |

| Klasyfikacja górska | Klasyfikacja górska      | Klasyfikacja górska | Klasyfikacja górska            | Klasyfikacja górska |
| Kolarka             | Kolarka                  | Państwo             | Drużyna                        | Punkty              |
| ------------------- | ------------------------ | ------------------- | ------------------------------ | ------------------- |
| 1.                  | Katarzyna Niewiadoma     | Polska              | Canyon-SRAM Racing             | 27 pkt              |
| 2.                  | Yara Kastelijn           | Holandia            | Fenix-Deceuninck               | 23 pkt              |
| 3.                  | Demi Vollering           | Holandia            | SD Worx                        | 19 pkt              |
| 4.                  | Anouska Koster           | Holandia            | Uno-X Pro Cycling Team         | 19 pkt              |
| 5.                  | Annemiek van Vleuten     | Holandia            | Movistar Team                  | 18 pkt              |
| 6.                  | Kathrin Hammes           | Niemcy              | EF Education-TIBCO-SVB         | 11 pkt              |
| 7.                  | Ashleigh Moolman-Pasio   | Południowa Afryka   | AG Insurance-Soudal Quick-Step | 11 pkt              |
| 8.                  | Juliette Labous          | Francja             | Team dsm-firmenich             | 10 pkt              |
| 9.                  | Julie Van de Velde       | Belgia              | Fenix-Deceuninck               | 9 pkt               |
| 10.                 | Agnieszka Skalniak-Sójka | Polska              | Canyon-SRAM Racing             | 8 pkt               |

| Klasyfikacja górska | Klasyfikacja górska      | Klasyfikacja górska | Klasyfikacja górska            | Klasyfikacja górska |
| Kolarka             | Kolarka                  | Państwo             | Drużyna                        | Punkty              |
| ------------------- | ------------------------ | ------------------- | ------------------------------ | ------------------- |
| 1.                  | Katarzyna Niewiadoma     | Polska              | Canyon-SRAM Racing             | 27 pkt              |
| 2.                  | Yara Kastelijn           | Holandia            | Fenix-Deceuninck               | 23 pkt              |
| 3.                  | Demi Vollering           | Holandia            | SD Worx                        | 19 pkt              |
| 4.                  | Anouska Koster           | Holandia            | Uno-X Pro Cycling Team         | 19 pkt              |
| 5.                  | Annemiek van Vleuten     | Holandia            | Movistar Team                  | 18 pkt              |
| 6.                  | Kathrin Hammes           | Niemcy              | EF Education-TIBCO-SVB         | 11 pkt              |
| 7.                  | Ashleigh Moolman-Pasio   | Południowa Afryka   | AG Insurance-Soudal Quick-Step | 11 pkt              |
| 8.                  | Juliette Labous          | Francja             | Team dsm-firmenich             | 10 pkt              |
| 9.                  | Julie Van de Velde       | Belgia              | Fenix-Deceuninck               | 9 pkt               |
| 10.                 | Agnieszka Skalniak-Sójka | Polska              | Canyon-SRAM Racing             | 8 pkt               |

| Klasyfikacja młodzieżowa | Klasyfikacja młodzieżowa | Klasyfikacja młodzieżowa | Klasyfikacja młodzieżowa       | Klasyfikacja młodzieżowa |
| Kolarka                  | Kolarka                  | Państwo                  | Drużyna                        | Czas                     |
| ------------------------ | ------------------------ | ------------------------ | ------------------------------ | ------------------------ |
| 1.                       | Cédrine Kerbaol          | Francja                  | Ceratizit-WNT Pro Cycling      | 25h 30' 02"              |
| 2.                       | Ella Wyllie              | Nowa Zelandia            | Lifeplus Wahoo                 | + 3' 08"                 |
| 3.                       | Eleonora Gasparrini      | Włochy                   | UAE Team ADQ                   | + 23' 06"                |
| 4.                       | Léa Curinier             | Francja                  | Team dsm-firmenich             | + 28' 05"                |
| 5.                       | Alice Towers             | Wielka Brytania          | Canyon-SRAM Racing             | + 32' 10"                |
| 6.                       | Caroline Andersson       | Szwecja                  | Liv Racing TeqFind             | + 32' 46"                |
| 7.                       | Silke Smulders           | Holandia                 | Liv Racing TeqFind             | + 32' 58"                |
| 8.                       | Julia Borgström          | Szwecja                  | AG Insurance-Soudal Quick-Step | + 33' 28"                |
| 9.                       | Julie de Wilde           | Belgia                   | Fenix-Deceuninck               | + 57' 40"                |
| 10.                      | Nina Berton              | Luksemburg               | Ceratizit-WNT Pro Cycling      | + 57' 41"                |

| Klasyfikacja młodzieżowa | Klasyfikacja młodzieżowa | Klasyfikacja młodzieżowa | Klasyfikacja młodzieżowa       | Klasyfikacja młodzieżowa |
| Kolarka                  | Kolarka                  | Państwo                  | Drużyna                        | Czas                     |
| ------------------------ | ------------------------ | ------------------------ | ------------------------------ | ------------------------ |
| 1.                       | Cédrine Kerbaol          | Francja                  | Ceratizit-WNT Pro Cycling      | 25h 30' 02"              |
| 2.                       | Ella Wyllie              | Nowa Zelandia            | Lifeplus Wahoo                 | + 3' 08"                 |
| 3.                       | Eleonora Gasparrini      | Włochy                   | UAE Team ADQ                   | + 23' 06"                |
| 4.                       | Léa Curinier             | Francja                  | Team dsm-firmenich             | + 28' 05"                |
| 5.                       | Alice Towers             | Wielka Brytania          | Canyon-SRAM Racing             | + 32' 10"                |
| 6.                       | Caroline Andersson       | Szwecja                  | Liv Racing TeqFind             | + 32' 46"                |
| 7.                       | Silke Smulders           | Holandia                 | Liv Racing TeqFind             | + 32' 58"                |
| 8.                       | Julia Borgström          | Szwecja                  | AG Insurance-Soudal Quick-Step | + 33' 28"                |
| 9.                       | Julie de Wilde           | Belgia                   | Fenix-Deceuninck               | + 57' 40"                |
| 10.                      | Nina Berton              | Luksemburg               | Ceratizit-WNT Pro Cycling      | + 57' 41"                |

| Klasyfikacja drużynowa | Klasyfikacja drużynowa                | Klasyfikacja drużynowa       | Klasyfikacja drużynowa |
| Drużyna                | Drużyna                               | Państwo                      | Czas                   |
| ---------------------- | ------------------------------------- | ---------------------------- | ---------------------- |
| 1.                     | SD Worx                               | Holandia                     | 76h 17' 38"            |
| 2.                     | Canyon-SRAM Racing                    | Niemcy                       | + 12' 05"              |
| 3.                     | Movistar Team                         | Hiszpania                    | + 18' 03"              |
| 4.                     | FDJ-Suez                              | Francja                      | + 19' 40"              |
| 5.                     | UAE Team ADQ                          | Zjednoczone Emiraty Arabskie | + 31' 26"              |
| 6.                     | AG Insurance - Soudal Quick-Step Team | Belgia                       | + 35' 53"              |
| 7.                     | Team Jumbo-Visma                      | Holandia                     | + 44' 26"              |
| 8.                     | Lidl-Trek                             | Stany Zjednoczone            | + 47' 31"              |
| 9.                     | Team DSM-Firmenich                    | Holandia                     | + 50' 20"              |
| 10.                    | Israel-Premier Tech Roland            | Szwajcaria                   | + 57' 29"              |

| Klasyfikacja drużynowa | Klasyfikacja drużynowa                | Klasyfikacja drużynowa       | Klasyfikacja drużynowa |
| Drużyna                | Drużyna                               | Państwo                      | Czas                   |
| ---------------------- | ------------------------------------- | ---------------------------- | ---------------------- |
| 1.                     | SD Worx                               | Holandia                     | 76h 17' 38"            |
| 2.                     | Canyon-SRAM Racing                    | Niemcy                       | + 12' 05"              |
| 3.                     | Movistar Team                         | Hiszpania                    | + 18' 03"              |
| 4.                     | FDJ-Suez                              | Francja                      | + 19' 40"              |
| 5.                     | UAE Team ADQ                          | Zjednoczone Emiraty Arabskie | + 31' 26"              |
| 6.                     | AG Insurance - Soudal Quick-Step Team | Belgia                       | + 35' 53"              |
| 7.                     | Team Jumbo-Visma                      | Holandia                     | + 44' 26"              |
| 8.                     | Lidl-Trek                             | Stany Zjednoczone            | + 47' 31"              |
| 9.                     | Team DSM-Firmenich                    | Holandia                     | + 50' 20"              |
| 10.                    | Israel-Premier Tech Roland            | Szwajcaria                   | + 57' 29"              |

### Liderzy klasyfikacji
| Etap   |                            | Pierwsze miejsce _  | Klasyfikacja generalna | Punktowa      | Górska               | Młodzieżowa     | Najaktywniejszych        | Drużynowa |
| ------ | -------------------------- | ------------------- | ---------------------- | ------------- | -------------------- | --------------- | ------------------------ | --------- |
| 1      | płaski                     | Lotte Kopecky       | Lotte Kopecky          | Lotte Kopecky | Lotte Kopecky        | Cédrine Kerbaol | Marta Lach               | SD Worx   |
| 2      | pagórkowaty                | Liane Lippert       | Lotte Kopecky          | Lotte Kopecky | Yara Kastelijn       | Cédrine Kerbaol | Anouska Koster           | SD Worx   |
| 3      | płaski                     | Lorena Wiebes       | Lotte Kopecky          | Lotte Kopecky | Julie Van de Velde   | Cédrine Kerbaol | Julie Van de Velde       | SD Worx   |
| 4      | pagórkowaty                | Yara Kastelijn      | Lotte Kopecky          | Lotte Kopecky | Anouska Koster       | Cédrine Kerbaol | Yara Kastelijn           | SD Worx   |
| 5      | płaski                     | Ricarda Bauernfeind | Lotte Kopecky          | Lotte Kopecky | Yara Kastelijn       | Cédrine Kerbaol | Ricarda Bauernfeind      | SD Worx   |
| 6      | płaski                     | Emma Norsgaard      | Lotte Kopecky          | Lotte Kopecky | Yara Kastelijn       | Cédrine Kerbaol | Agnieszka Skalniak-Sójka | SD Worx   |
| 7      | górski                     | Demi Vollering      | Demi Vollering         | Lotte Kopecky | Katarzyna Niewiadoma | Cédrine Kerbaol | Katarzyna Niewiadoma     | SD Worx   |
| 8      | jazda indywidualna na czas | Marlen Reusser      | Demi Vollering         | Lotte Kopecky | Katarzyna Niewiadoma | Cédrine Kerbaol | nie przyznano            | SD Worx   |
| Koniec | Koniec                     |                     | Demi Vollering         | Lotte Kopecky | Katarzyna Niewiadoma | Cédrine Kerbaol | Yara Kastelijn           | SD Worx   |